# Mała encyklopedia górnicza
Mała Encyklopedia Górnicza (ukr. Мала гірнича енциклопедія) – ukraińska trzytomowa encyklopedia autorstwa Wołodymyra Biłećkiego, obejmująca 17 350 haseł napisanych w języku ukraińskim, w których podano wiadomości dotyczące powstania, składu i właściwości oraz metod, sposobów rozpoznania i wstępnej przeróbki stałych, ciekłych i gazowych kopalin użytecznych, a także przedstawiono różne aspekty odkrywkowej, podziemnej i podwodnej eksploatacji złóż, mechanizacji robót górniczych, ratownictwa górniczego, BHP.
Encyklopedia składa się z trzech części wydanych w latach 2004–2013: 
- Мала гірнича енциклопедія. т. І. — Донецьк: Донбас, 2004. — 640 stron.
- Мала гірнича енциклопедія. т. ІI. — Донецьк: Донбас, 2007. — 652 stron.
- Мала гірнича енциклопедія. т. ІIІ. — Донецьк: Східний видавничий дім, 2013. — 644 stron.

W encyklopedii zaprezentowano formy zalegania złóż surowców mineralnych a także zjawiska fizyczne zachodzące w górotworze w trakcie drążenia wyrobisk górniczych, sposoby udostępnienia i systemy eksploatacji złóż, metody wydobywania i wzbogacania kopalin użytecznych, zagadnienia geomechaniki górniczej, zwalczania zagrożeń naturalnych, organizacji przedsiębiorstwa, ekonomii i ekonomiki górnictwa. Podano krótkie informacje dotyczące przemysłu wydobywczego surowców energetycznych, rud metali, surowców chemicznych, skalnych. Podano również informacje z zakresu prawa górniczego, jak też informacje na temat zagłębi górniczych, złóż itd.

## Autorzy
Autorami haseł są uczeni z ukraińskich ośrodków naukowych:
- Narodowego Uniwersytetu Górniczego w Dniepropietrowsku,
- Donieckiego Narodowego Uniwersytetu Technicznego,
- Iwano-Frankowskiego Narodowego Technicznego Uniwersytetu Nafty i Gazu,
- Instytutu UkrNDIwuhlezbahaczennja (wzbogacania węgli),
- Ukraińskiego Państwowego Instytutu Surowców Mineralnych,
- Instytutu Chemii Fizyko-Organicznej i Chemii Węgla Narodowej Akademii Nauk (NAN) Ukrainy,
- Instytutu Geochemii, Mineralogii i Rud NAN,
- Makiejewskiego Instytutu Bezpieczeństwa Robót i Przemysłu Górniczego MakNDI,
- Donbaskiego Instytutu Górniczo-Hutniczego,
- Krzyworoskiego Uniwersytetu Technicznego.

Oraz towarzystw naukowych i organizacji:
- Narodowej Akademii Górniczej Ukrainy,
- Towarzystwa Naukowego im. Szewczenki,
- Ukraińskiej Akademii Nafty i Gazu,
- Akademii Nauk Technologicznych Ukrainy, i in.